# Hermut Kormann
Hermut Kormann (* 2. April 1942 in Weiden in der Oberpfalz) ist ein ehemaliger deutscher Manager. Er war von 2000 bis 2008 Vorstandsvorsitzender des schwäbischen Anlagenbauers Voith AG.

## Leben
Kormann absolvierte in den Jahren 1961 bis 1965 den Studiengang Diplomkaufmann an der Universität Nürnberg-Erlangen und promovierte dort im Jahr 1968. Ab 1968 war er bei einer Unternehmensberatung tätig, seit 1973 in Führungspositionen bei verschiedenen Unternehmen. 1978 wurde er kaufmännischer Geschäftsführer der Busch-Jäger GmbH und 1981 kaufmännischer Leiter des Geschäftsbereiches Industrieanlagen von damals Brown, Boveri & Cie (BBC) (heute Asea Brown Boveri). 1991 wurde er in den Konzernvorstand der J.M. Voith AG berufen. Ab dem Jahr 2000 übte er dort das Amt des Vorstandsvorsitzenden aus. Während seiner Zeit bei Voith entwickelte sich das Geschäftsvolumen von ca. 1,2 Milliarden Euro auf nahezu 5 Milliarden Euro. Ende März 2008 trat Hermut Kormann in den Ruhestand. Davon unberührt bleiben seine gesellschaftlichen und wissenschaftlichen Engagements. Er war nach seiner Pensionierung Mitglied der Beratungs- und Aufsichtsgremien der Robert Bosch GmbH; Bilfinger Berger AG und mehrerer Beiräte von Familienunternehmen im In- und Ausland.
Kormann war Vorsitzender des Landeskuratoriums Baden-Württemberg des Stifterverbandes für die deutsche Wissenschaft, Gründungsmitglied der Wissensfabrik – Unternehmen für Deutschland e. V. und Mitbegründer und Vorstandsmitglied des Bildhauersymposiums Heidenheim e. V. Im Mai 2007 wurde ihm das Verdienstkreuz am Bande des Verdienstordens der Bundesrepublik Deutschland verliehen.

## Akademischer Werdegang
Kormann studierte im Fach „Diplom-Kaufmann“ 1961–1965 an der Universität Erlangen-Nürnberg. Hermut Kormann promovierte 1968 zum Thema „Die Steuerpolitik der internationalen Unternehmung“ bei Eugen H. Sieber in Nürnberg, an dessen Lehrstuhl er als Wissenschaftlicher Assistent beschäftigt war. Die Arbeit erhielt den Gerhard-Thoma-Ehrenpreis des Fachinstituts der Steuerberater. Während der Berufstätigkeit wurde der Kontakt zum Lehrstuhl auch unter Siebers Nachfolger Horst Steinmann gepflegt. Daraus entwickelte sich seit 1999 eine Lehrbeauftragung an der Wirtschaftswissenschaftlichen Fakultät der Universität Leipzig. Im Jahre 2005 erhielt Kormann von der Universität Leipzig die Venia Legendi als Honorarprofessor. Nach seiner Pensionierung lehrte Kormann vorwiegend am Friedrichshafener Institut für Familienunternehmen an der Zeppelin Universität, Friedrichshafen, sowie weiterhin an der Universität Leipzig.
2017 wurde er unter dem Mentorat der Professoren Kieser, Hommelhoff, Steinmann und Prügl an der Zeppelin Universität im Fach "Betriebswirtschaftslehre" habilitiert. Die Habilitationsarbeit wurde unter dem Titel "Governance des Familienunternehmens" 2017 veröffentlicht. Seit dieser Zeit werden Promotionsprojekte, z. T. mit Förderung der EQUA-Stiftung, zum Themenkreis "Betriebswirtschaftliche Herausforderungen des Unternehmens der Familiengesellschafter" betreut. Heute betreut er im Schwerpunkt Promotionsprojekte am Wittener Institut für Familienunternehmen, mit dem er als Senior Research Fellow verbunden ist, und an der Universität Leipzig, bei der er als Honorarprofessor berufen ist. Die abgeschlossenen Arbeiten dieser Forschungsprojekte sind:
- Laura K. Seibold (2019) - Family Business' Growth - Unpacking the Black Box. Springer Gabler
- Maximilian Lantelme (2023) - The Continuity and Discontinuity of the 250 Largest Enterprises in Germany - A History-Based Analysis of Family Influence, Corporate Development and Ownership Transactions. Springer Gabler
- Kirsten Stotmeister (2024) - Publicly Traded Family Businesses - A Long-Term Study on Family Involvement and Company Longevity. Springer Gabler
- Anique N. Hadeler (2024) - The Relationship between Family Influence, Culture, and Digital Transformation: An Inquiry into German and Chinese Family Firms. Springer Gabler

Einige weitere Projekte zu Langlebigkeit, Gefahrenmanagement, Wachstum im Handwerk u. a. sind in fortgeschrittener Bearbeitung.

## Veröffentlichungen
- Rezessionsmanagement. Kormann. Springer Gabler Verlag, 2024.
- Ownership in a Family Business as a Profession. Kormann, Börner. Springer Verlag, 2024.
- Inhaberschaft im Familienunternehmen als Profession. Kormann, Börner. Springer Gabler Verlag, Wiesbaden, 2023.
- Die Zahlen des Familienunternehmens verstehen. Wie Familiengesellschafter gute Fragen zu Daten und Berichten stellen. Springer-Verlag, Berlin, 2022.
- Longevity - How to realize sustainable development of enterprises. Kormann, Suberg. Peking University Press, Peking, 2022.
- Topics of Family Business Governance. Kormann, Suberg. Springer Nature Switzerland AG, 2021.
- German Family Enterprises. Seibold, Lantelme, Kormann. Springer Verlag, 2019, 2021 2. Aufl.
- Zusammenhalt der Unternehmerfamilie. 2. Auflage, Springer Verlag, Berlin/Heidelberg, 2018.
- Governance des Familienunternehmens. Springer Gabler Verlag, Wiesbaden, 2017.
- Die Arbeit der Beiräte in Familienunternehmen - Gute Governance durch Aufsichtsgremien. Springer Gabler Verlag, Wiesbaden, 2014.
- Gewinnverwendung und Vermögen, Zukunftssicherung für das Familienunternehmen und seine Inhaber. Springer Gabler Verlag, Wiesbaden, 2013.
- Grundfragen des Familienunternehmens, Stammesprinzip in Gesellschaftsverträgen und Familienverfassungen. In: Scherer/Blanc/Groth/Kormann/Wimmer: Familienunternehmen. Erfolgsstrategien zur Unternehmenssicherung. Verlag Recht und Wirtschaft, 2. Auflage, 2012.
- Beiräte in der Verantwortung: Aufsicht und Rat in Familienunternehmen. Springer Verlag, Heidelberg, 2008.
- Planung effizienter Führungsorganisationen. Verlag Max Gehlen, Baden-Baden und Bad Homburg v. d. H., 1977.
- Die Steuerpolitik der internationalen Unternehmung. Verlag des Instituts der Wirtschaftsprüfer, 2. Auflage, Düsseldorf, 1970.

## Belege
1. ↑  Carsten Dierig, Jan Hildebrand, Frank Seidlitz: Die deutsche Industrie kann nichts erschüttern. In: welt.de. 29. Juni 2008, abgerufen am 15. Februar 2025.
2. ↑  Marco Kitzmann: Neue Mitglieder im Bosch-Aufsichtsrat. lebensmittelzeitung.net, 8. März 2013, abgerufen am 15. Februar 2025.
3. ↑  Professorenschaft, auf wifa.uni-leipzig.de

| Personendaten    | Personendaten                |
| ---------------- | ---------------------------- |
| NAME             | Kormann, Hermut              |
| KURZBESCHREIBUNG | deutscher Unternehmensleiter |
| GEBURTSDATUM     | 2. April 1942                |
| GEBURTSORT       | Weiden in der Oberpfalz      |